# Ministerium für Allgemeinen Maschinen-, Landmaschinen- und Fahrzeugbau

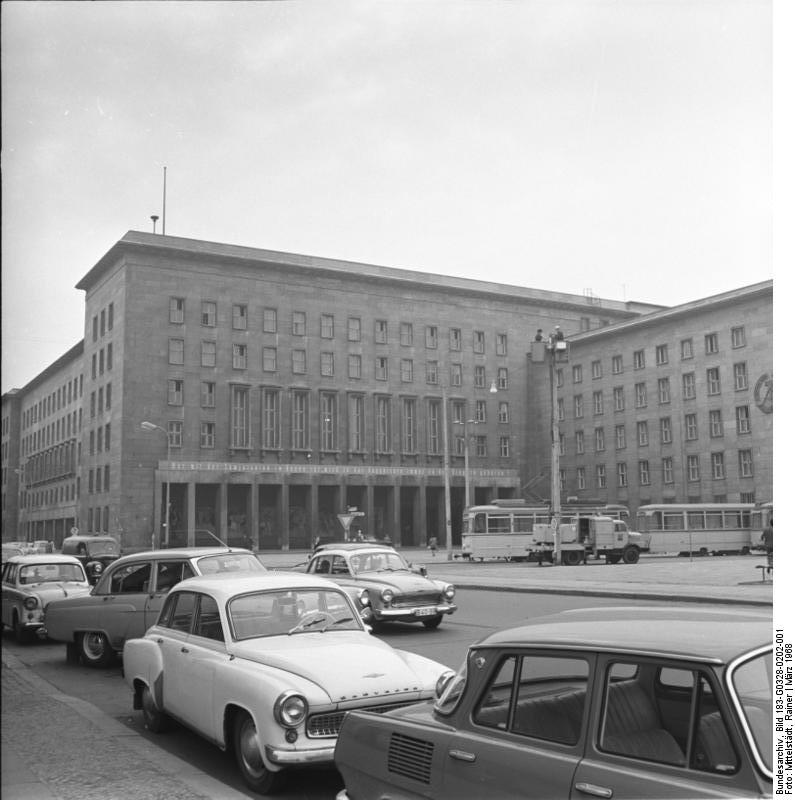
Sitz des Ministeriums im Haus der Ministerien in Ost-Berlin (1968), im Vordergrund ein Wartburg

Das Ministerium für Allgemeinen Maschinen-, Landmaschinen- und Fahrzeugbau war ein Ministerium der DDR. Als Zentrales Organ des Ministerrats war das Ministerium ab 1965 für die Planung und Leitung des Baus von Maschinen, Landmaschinen und Fahrzeugen zuständig. 1990 gingen Teile des Ministeriums in das Ministerium für Maschinenbau und das Ministerium für Wirtschaft über, bevor diese mit dem Beitritt der DDR zur Bundesrepublik aufgelöst wurden.

## Geschichte
1965 beschloss das ZK der SED auf dem 11. Plenum, den Volkswirtschaftsrat der DDR aufzulösen, der bis dahin als eine Art „Gesamtindustrieministerium“ für die volkseigene Industrie fungierte. Durch übermäßige Zentralisierung wurde eine Aufgabe geschaffen, mit der diese Behörde überfordert war. Durch die erneute Bildung von acht Industrieministerien sollte die Arbeit der Planung, Anleitung und Kontrolle der Industrie (insbesondere der VVB) besser funktionieren, wobei die Stellenzahl der aus Volkswirtschaftsrat und Plankommission ausgegliederten Industrieabteilungen sinken sollte. Zu diesen acht 1965 neugebildeten Industrieministerien gehörte auch das Ministerium für Verarbeitungsmaschinen- und Fahrzeugbau. Minister von 1965 bis 1973 war Rudi Georgi.
Im September 1973 wurde das Ministerium für Verarbeitungsmaschinen- und Fahrzeugbau in zwei Ministerien aufgeteilt, das Ministerium für Allgemeinen Maschinen-, Landmaschinen- und Fahrzeugbau und das abgetrennte Ministerium für Werkzeug- und Verarbeitungsmaschinenbau.
Das Ministerium war wie die meisten Industrieministerien der DDR im Berliner Haus der Ministerien an der Ecke Leipziger Straße / Wilhelmstraße ansässig. Das Gebäude wurde 1935/36 für das Reichsluftfahrtministerium errichtet und wird seit 1999 vom Finanzministerium genutzt.
Zum 1. Januar 1990 wurde das Ministerium für Allgemeinen Maschinen-, Landmaschinen- und Fahrzeugbau aufgelöst. Rechtsnachfolger wurde das neugebildete Ministerium für Maschinenbau, in dem auch die Ministerien für Schwermaschinen- und Anlagenbau, Werkzeug- und Verarbeitungsmaschinenbau sowie Elektrotechnik und Elektronik aufgingen.

## Minister und Staatssekretäre
Minister
- Rudi Georgi, Minister des Ministeriums für Verarbeitungsmaschinen- und Fahrzeugbau von 1965 bis 1973
- Günther Kleiber, Minister von 1973 bis 1986
- Gerhard Tautenhahn, Minister von 1986 bis 1989

Stellvertreter
- Horst Scholtz, stellvertretender Minister von 1973 bis 1975
- Christian Scholwin, Staatssekretär unter Minister Kleiber
- Eberhard Seidel, Staatssekretär unter Minister Tautenhahn

## Unterstellte Betriebe
Folgende volkseigene Betriebe (VEB, VVB bzw. Kombinate) waren dem Ministerium für Allgemeinen Maschinen-, Landmaschinen- und Fahrzeugbau direkt unterstellt:
| Unterstellte Betriebe (1975)                  | Unterstellte Betriebe (1981)                                 | Anmerkungen                                                           |
| --------------------------------------------- | ------------------------------------------------------------ | --------------------------------------------------------------------- |
| VVB Automobilbau                              | VEB IFA-Kombinat Nutzkraftwagen                              | Die VVB wurde in mehrere Kombinate aufgegliedert.                     |
| VVB Automobilbau                              | VEB IFA-Kombinat Personenkraftwagen                          |                                                                       |
| VVB Automobilbau                              | VEB IFA-Kombinat für Zweiradfahrzeuge                        |                                                                       |
| VVB Automobilbau                              | VEB IFA-Kombinat „Ernst Grube“ Spezialaufbauten und Anhänger | 1983 wurde das Kombinat in das Kombinat Nutzkraftwagen eingegliedert. |
| VVB Eisen-, Blech- und Metallwaren            | VEB Kombinat Haushaltgeräte                                  | Die VVB wurde in ein Kombinat umgewandelt.                            |
| VEB Kombinat ASCOBLOC                         | ./.                                                          | 1976 wurde ASCOBLOC bei NAGEMA eingegliedert.                         |
| VEB Kombinat „Fortschritt“ Landmaschinen      | VEB Kombinat „Fortschritt“ Landmaschinen                     |                                                                       |
| VEB Kombinat Impulsa                          | ./.                                                          | 1978 wurde Impulsa bei „Fortschritt“ eingegliedert.                   |
| VEB Kombinat Medizin- und Labortechnik        | VEB Kombinat Medizin- und Labortechnik                       |                                                                       |
| VEB Kombinat Nagema                           | VEB Kombinat NAGEMA Schokoladenmaschinen und Wägetechnik     |                                                                       |
| VEB Kombinat Spezialtechnik                   | VEB Kombinat Spezialtechnik                                  |                                                                       |
| VEB Weimar-Kombinat                           | ./.                                                          | 1978 wurde Weimar bei „Fortschritt“ eingegliedert.                    |
| VEB Handelskombinat agrotechnic               | ./.                                                          | 1978 wurde agrotechnic bei „Fortschritt“ eingegliedert.               |
| VEB Rationalisierung und Projektierung Berlin | VEB Rationalisierung und Projektierung Berlin                |                                                                       |
| ./.                                           | VEB Kombinat Wälzlager und Normteile                         | Das Kombinat wurde 1978 gebildet.                                     |

Mit anderer Datenbasis (meist Stichtag 30. Juni 1990) sind diese Betriebe auch in der Liste von Kombinaten der DDR enthalten.
Daneben waren dem Ministerium folgende Fach- und Ingenieurschulen unterstellt:
- Akademie für Aus- und Weiterbildung, Breitenfeld (1975[3])
- Ingenieurschule für Maschinenbau, Bautzen (1975[3])
- Ingenieurschule für Maschinenbau, Leipzig (1975[3])
- Fachschule für Ökonomie, Plauen (1981[4])